# Dominique Marge
Pour les articles homonymes, voir Marge.
Dominique Marge est une chanteuse française. 

## Biographie
De 1969 à 1979 elle forme avec David Jisse le duo David et Dominique, qui interprète l'adaptation française de la chanson kabyle A Vava Inouva d'Idir.
Dans les années soixante-dix, elle participe au groupe Unison, avec notamment Jacques Bertin, David Jisse, Jacques Mahieux, Jo Schmelzer et Jacques Yvart. Elle accompagnera au chant Jacques Bertin (Domaine de joie, 1977; Les Visites au bout du monde, 1980), Mama Béa (Pas peur de vous…, 1980), Jean-Philippe Goude (album Méli-Mélodies, 1981), Jo Schmelzer (album Noces…), le groupe Lumen (album  Terre promise, 1983), Antoine Tomé (album Éternité, 1990), Sonorhc (album  Outrelande, 1973-1982)…
En 1981, Dominique Marge et Daniel Clark créent la compagnie Transhumance. Avec Nicole Joly et Yves Gautry, ils enregistrent le disque Les Chansons de métiers.
Elle continue sa collaboration avec Daniel Clark dans le contexte de Transhumance avec l'enregistrement Le Roi Arthur et autres rois (Amusettes et chansons) (Nathan, 1991), où elle joue de l'accordéon diatonique et Daniel Clark de la vielle à roue, et avec des spectacles destinés à un jeune public, dont La Révolution du jeu (1989), Le Pommier de la mère Misère (2000) et Itinérance d'une vielle en forme de bateau (2009), Piaf, coup de cœur (2007),  Mémoire de rues (de Frou-frou à La Javanaise) (2009). Daniel Clark meurt le 3 décembre 2011.

## Discographie
- 1969 - David & Dominique (David Jisse et Dominique Marge), Juliette (J.-C. David) / Tu vas, je vais… (J.-C. David), 45 tours, CBS, Série Gémini (4068);
- 1975 - David Jisse et Dominique Marge, Ouvre-moi la porte (P. Ben Mouhamed - M. Idir / D. Jisse - G. Bigness) / Nemo (D. Jisse), 45 tours, Pathé-Marconi/EMI (2 C 004-14202);
- 1976 - David & Dominique, Du bout des doigts, je t’aime (David Jisse) / L’Ogre et le Loup (David Jisse), 45 tours, Pathé-Marconi/EMI (C010-14287);
- 1977 - David & Dominique, La parole est malade, 33 tours, Le Chant du monde (LDX 74708);
- 1979 - David Jisse et Dominique Marge, Comme si on y était, 33t, Le Chant du monde (LDX 74714);
- 1979 - Dominique Marge, J'sais pas où on va / Se quitter tranquille, Paroles et musiques : David Jisse, 45 tours, Le Chant du monde (45 1252);
- ? - David Jisse et Dominique Marge, Rose et bleu / Une mélodie, 45 tours, Le Chant du monde (1250);
- ? - David Jisse et Dominique Marge, Comme si on y était / Mamie Nina, 45t, Le Chant du monde (1251);
- 197? - Groupe Unison, Changer la vie (Míkis Theodorákis & Herbert Pagani), 45 tours, Uniteledis (45-16677), hymne du Parti socialiste (français) de l'époque;
- 197? - Groupe Unison, L’Internationale (Pierre Degeyter - Eugène Pottier), 45 tours, Uniteledis (45-28277);
- ? - Groupe Unison, Enfances, 33 tours, Uniteledis (UNI 19-378);
- 1982 - Transhumance, Le Bric-à-brac de l’histoire, 33 tours, Unidisc / Auvidis (UD 30 1503);
- 1983 - Transhumance, Les Chansons de métiers, 33 tours, Arc-en-Ciel (30 12 49);
- 1991 - Anne Bustarret / Transhumance, Le Roi Arthur et autres rois, audiocassette/livre, Nathan, Amusettes et chansons.